# Tașîne, Berezanka
Tașîne (în ucraineană Ташине) este localitatea de reședință a comunei Tașîne din raionul Berezanka, regiunea Mîkolaiiv, Ucraina.

## Demografie
Componența lingvistică a localității Tașîne
     Ucraineană (94,22%)
     Rusă (4,71%)
     Alte limbi (0,86%)
Conform recensământului din 2001, majoritatea populației localității Tașîne era vorbitoare de ucraineană (94,22%), existând în minoritate și vorbitori de rusă (4,71%).